# San Felice (Castelnuovo Berardenga)
San Felice (già San Felice in Avane) è una località del comune italiano di Castelnuovo Berardenga, nella provincia di Siena, in Toscana.

## Storia
Il borgo di San Felice risale all'epoca alto-medievale e risulta citato nel 714 nelle controversie tra i vescovi di Arezzo e quelli di Siena. Conosciuto come San Felice in Avane, in quanto una delle due sedi delle pievi maggiori del territorio dell'Avane, o Avana, che comprendeva anche San Marcellino in Chianti. Il territorio di San Felice estendeva la propria giurisdizione anche sulle vicine Villa a Sesta, Bossi, Pagliaia, Barbione (perduto), Nebbiano, Civita Mura (perduto) e San Regolo. Lo si trova citato anche come San Felice in Pincis e successivamente come San Felice in Brolio, quando il borgo passò sotto il distretto del castello di Brolio.
Agli inizi del XX secolo il borgo fu dominio della famiglia Del Taja, che incrementarono lo sfruttamento agricolo della tenuta e fondarono il Consorzio del Vino Chianti Classico. Nel 1978 iniziò per opera di Enzo Morganti la produzione e ricerca sul vino sangiovese, facendo del locale "Vigorello" un antesignano dei cosiddetti "Super Tuscan". La tenuta di San Felice si estende su 140 ettari e comprende anche le tenute di Campogiovanni a Montalcino e di Perolla a Massa Marittima.

## Monumenti e luoghi d'interesse

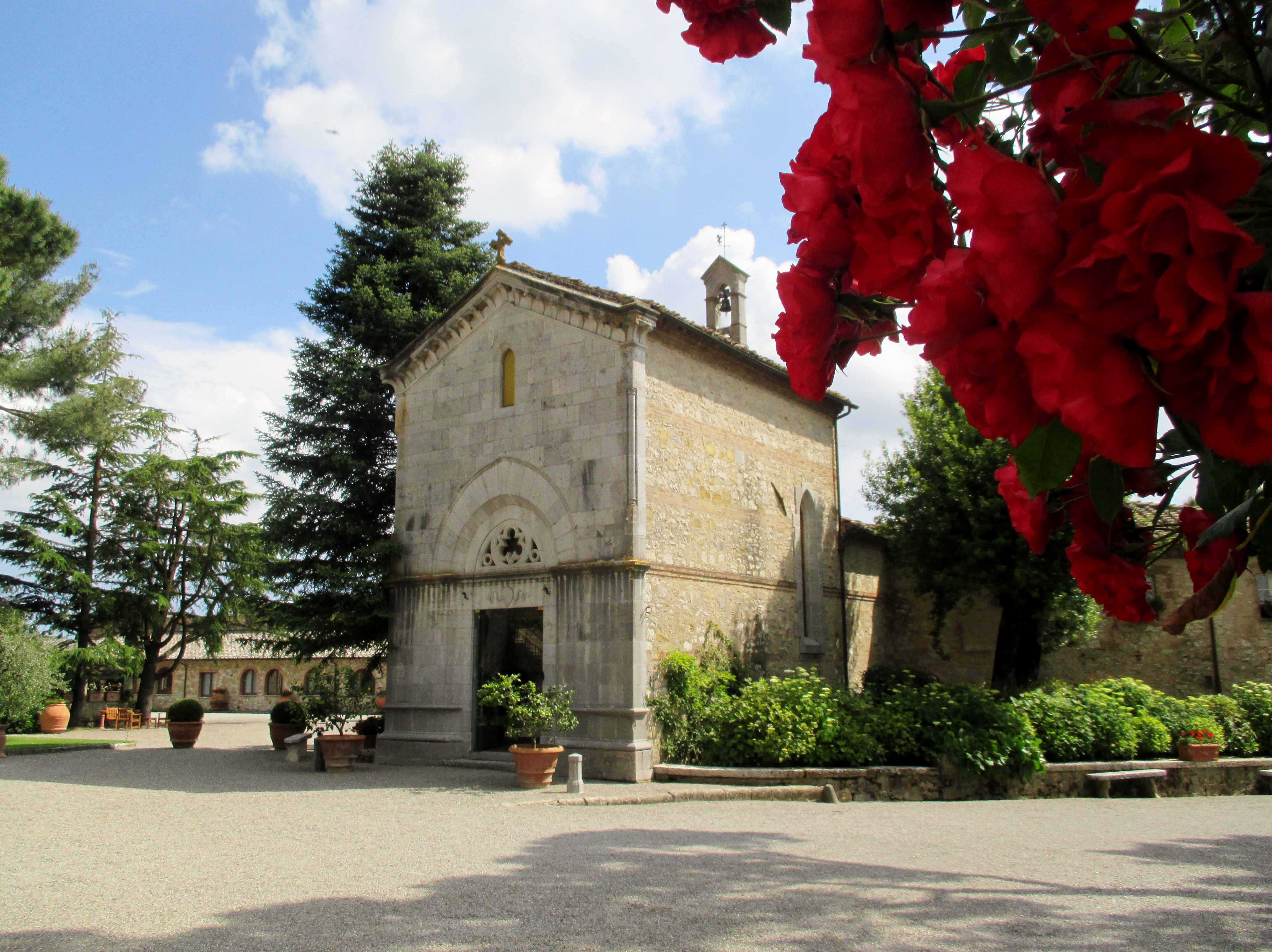
La cappella della Madonna del Libro

L'edificio di maggiore interesse del borgo è l'antica pieve di San Felice, citata sin dall'VIII secolo e in seguito modificata. L'ultima ristrutturazione significativa risale al 1933, quando gli fu conferito un aspetto neoromanico. All'interno si segnalano pregevoli opere, come un Sant'Antonio da Padova in legno attribuito a Domenico Cafaggi ed una Madonna del Rosario della prima metà del XVII secolo.
Nella piazza del borgo si trova anche la cappella della Madonna del Libro, costruita nel 1899 in stile neogotico, su progetto di Bettino Marchetti.